# William Morrison
William Morrison (Escócia, 23 de agosto de 1855 - Califórnia, 29 de agosto de 1927) foi um químico escocês. Sua origem em química trouxe-lhe interesse no aperfeiçoamento das baterias recarregáveis.

## Juventude e educação
Morrison nasceu na Escócia em 1855. Ele atendeu as escolas locais para sua educação inicial; seus interesses enquanto garoto foram química, eletricidade e a criação de baterias recarregáveis.
Ele atendeu uma universidade escocesa onde estudou química. Morrison emigrou da Escócia para os Estados Unidos em 1880 e estabeleceu-se em Des Moines. Ele trabalhou para a joalheria Schmidt and Company como um relojoeiro e também trabalhou para os joalheiros Marguart e Lumbard. Ele morou num apart-hotel-o Victoria Hotel.

### Citações
1. 1 2  «William Morrison / Inventor 1850-1927». The Des Moines Register. Des Moines, Iowa. 2 de fevereiro de 2003. p. 17  – via Newspapers.com
2. ↑  McClellan 1963, p. 561–562.
3. ↑  McClellan 1963, p. 561.
4. ↑  Rosenberg 2008, p. 173.
5. ↑  McClellan 1963, p. 563.
6. ↑  «His Genius Rewarded». Parsons Daily Eclipse. Parsons, Kansas. 11 de julho de 1993. p. 4  – via Newspapers.com